# Kościół św. Anny w Łodzi
Kościół św. Anny – kościół w stylu neoromańskim, jednonawowy, o powierzchni 640 m², zbudowany z cegły prasówki. Nawa zakończona pięciobocznym prezbiterium, do którego obecnie przylegają dwie zakrystie z chórami nad nimi. Główne wejście z przedsionkiem od strony zachodniej i dwa wejścia boczne z mniejszymi przedsionkami – od strony południowej i północnej, wieża o wysokości 26 m pokryta blachą miedzianą. Położony jest przy al. Śmigłego-Rydza 24/26 w Łodzi.
Kamień węgielny poświęcił 24 maja 1904 roku arcybiskup Wincenty Teofil Chościak Popiel. Właściciel młyna parowego i cegielni, Józef Meissner ofiarował plac pod budowę kościoła, a także cegły i wapno.  Plany i kosztorys sporządził Paweł Rübensahm. Edward i Matylda Herbstowie ofiarowali na budowę kościoła sumę 20 tys. rubli. Pokryli też koszty budowy wieży, 3 dzwonów, zegara wieżowego, schodów na chór oraz posadzki mozaikowej w kościele.
Budowę zakończono w 1905 roku. Kościół został poświęcony 10 grudnia 1905 roku przez księdza Karola Szmidla, natomiast parafię św. Anny erygował 29 grudnia 1909 roku arcybiskup Wincenty Teofil Popiel.
Ksiądz Wacław Wyrzykowski z pomocą wiernych wyposażył kościół w ołtarze – główny i 2 boczne z drewna dębowego. W ołtarzu głównym jest umieszczona naturalnej wielkości figura Pana Jezusa z otwartym sercem, rzeźbioną w drewnie i malowaną – wykonaną przez Wincentego Bogaczyka. Figurę zasłania obraz przedstawiający św. Annę, namalowany przez Kazimierza Alchimowicza. U szczytu ołtarza obraz Boga Ojca tegoż autora i rzeźba Ducha Świętego w postaci gołębicy. Po obu stronach na wysokości obrazu Boga Ojca, stoją figury aniołów, wykonane w drewnie i malowane. Poniżej – na wysokości głównego obrazu z obu stron, figury naturalnej wielkości przedstawiające biskupów – św. Wojciecha i św. Stanisława, rzeźbione w drewnie i malowane, autorzy nie znani.
W 1935 r. kościół został  odrestaurowany. W oknach umieszczono 8 witraży i 2 witraże ze szkła zwykłego, pokrytego dekoracją utrwalaną termicznie, oraz 2 witraże ze szkła antycznego w oknach za głównym ołtarzem. Zakupiono nową chrzcielnicę kamienną z miedzianym przykryciem. Odnowiono wszystkie ołtarze i figury, założono drzwi wewnętrzne. W latach 1967–1968 wymieniono posadzkę w świątyni i zamontowano centralne ogrzewanie. Rok później zainstalowano katafalk wysuwany spod posadzki kościoła o napędzie elektrycznym. W 1971 r. dobudowano dwie zakrystie. W 1982 r. w kościele umieszczono stylowe tabernakulum. W latach 1983–1984 przeprowadzono renowację ołtarzy, ambony, chóru, organów i gotyckich konfesjonałów, zainstalowano 4 żyrandole z mosiądzu. W 1991 r. wewnętrzne ściany kościoła i obu zakrystii obudowano świerkową boazerią i ławkami przy tych ścianach, a w 1998 r. wymieniono wszystkie podesty przy ołtarzach. W 1998 r. wymieniono deskowanie dachu i pokryto blachą miedzianą. W 1999 r. dokonano renowacji fundamentów i wykonano opaskę cementową wokół kościoła, a od strony południowej przy wejściu do kruchty wykonano podjazd dla niepełnosprawnych. W 2000 r. ocieplono strop kościoła wełną mineralną o grubości 200 mm.  W 2002 r. wymieniono okna i rozety w kościele (z wyjątkiem okien w ścianie ołtarzowej), odmalowano kościół i odnowiono ołtarz oraz poddano renowacji elementy drewniane wnętrza. W latach 2003–2005 zamontowano witraże ze szkła antycznego w oknach i rozetach.